# Горски бекас
Горският бекас (Scolopax rusticola) е птица от семейство Бекасови, която населява Европа, Сибир и Япония, среща се на Британските острови, в Мала Азия и Хималаите. Зимува от Западна и Южна Европа и Северна Африка, до Югоизточна Азия. В България се среща по време на прелетите – ранна пролет и късна есен (октомври – ноември). Отделни екземпляри рядко остават да мътят и да зимуват в България.

## Физически характеристики
Възрастният горски бекас достига дължина до 38 cm, а размахът на крилете му до 65 cm. Теглото му достига до 440 g. Дългият прав клюн достига дължина до 7 cm. Гръбната част е оцветена в кафяво, черно и сиво и служи за прикритие. Очите са черни и имат зрителен ъгъл до 180°, тоест птицата може да вижда и назад. Има къси крака. Индивидите от мъжки и женски пол са с еднаква окраска.

## Разпространение
През гнездовия период горският бекас предпочита влажните, запустели гори, обрасли с подраст и храстова растителност, папрати, с паднали дървета, изпъстрени с открити пространства и полянки. Избягва горещите и сухи местообитания. Храни се край извори и потоци във влажни и блатисти места. В извънгнездовия период обича да странства в разнообразни местообитания – гори, храсталаци, овощни градини, край реки, мочури, блата и езера. Предпочита биотопи с рохкава почва. В България се среща от морското равнище до високопланинските пасища. По време на прелетите числеността им е по-голяма. Прелита нощем, а през деня почива. За една нощ може да прелети 400 – 500 km 

## Начин на живот и хранене
Начинът на живот на горския бекас е в процес на изучаване. Убежище му е ниската растителност. В горещите дни търси влажността и прохладата на силно засенчените места за почивка. В хладно време, често се спотайва на затоплените от слънцето склонове, особено такива обрасли с рядка растителност. При дъжд се крие в храсти, ниски дървета и тръни по ръбовете на планинските била. Блатата са често срещани местообитания, както и блатистите полета, където земята е богата на червеи. Понякога се среща на обработваема земя, ниви, в непосредствена близост до елша или подобно покритие. В овощни градини, където падналите плодове обогатяват почвата през есента. Обрасли пасища, където има изпражнения от крави. Храни се със земни червеи, които изважда с дългата си човка от меката почва, насекоми и други дребни безгръбначни. Употребява и растителна храна, най-вече през пролетно-летния период и то ягодовите плодове. Активен е при здрач. Има много неприятели, които унищожават яйцата, малките и понякога възрастните птици. Особено опасен за възрастните е ястребът.
В България зимата прекарва в устията на реките в Странджа, Санданско-Петричко и други южни области в страната. Към края на април повечето бекаси в България вече са напуснали страната.

## Размножаване
Бекасът е полигамна птица. През годината горския бекас има две люпила. След оплождането на женската мъжкият напуска и започва да търси друга партньорка. Сватбува веднага след пристигането в местата за гнездене. Брачният ритуал е много интересен – мъжкият лети стремително, издава специфични звуци, наподобяващи „хор-хор“ и свисти с крилете си. Женските се намират на земята. Когато чуят мъжките, излитат и техният призивен звук „цик-цик“ примамва мъжките. Звуците, които издават птиците, са достатъчно надеждни за разграничаването на двата пола. Това става привечер след залез и сутрин, 2 – 3 часа до разсъмване. Мъжкият е активен и токува няколко месеца – до средата на юни. Женската прави гнездото направо на земята под паднало дърво, край пън или в храсти. Снася от 2 до 6, най-често 4 яйца и ги мъти в продължение на 20 – 23 дни. Малките са гнездобегълци. Напускат гнездото веднага след излюпването си, но не се отдалечават. Остават с майка си до есенния период. Бекасът рядко гнезди в България.
През 2011 г. е установен да гнезди на Витоша.

## Природозащитен статус
Видът е включен в Червената книга на България с категорията „Рядък вид“, но при определени благоприятни години числеността му позволява отстрел на квотен принцип. Разрешен за ловуване в периода от 15 август до 28 февруари.

## Допълнителни сведения
Горският бекас е ценен ловен вид. В Европа според ловните таксации числеността на популацията достига 3,7 млн. птици.
Ловът е изключително интересен и труден. Някои го наричат „Царски лов“. Провежда се на ход, със специално обучени кучета. Кучетата обикалят около ловеца, търсейки сгушените бекаси. При откриването му кучето прави стойка, с което известява стопанина си за откриването на птицата. При сигнал от ловеца, кучето се спуска и вдига легналия бекас, следва стрелба.